# Новониколаевка (Стерлитамакский район)
Новоникола́евка (баш. Яңы Николаевка) — деревня в Стерлитамакском районе Республики Башкортостан Российской Федерации. Входит в состав Константиноградовского сельсовета. 

## География

### Географическое положение
Расстояние до:
- районного центра (Стерлитамак): 45 км,
- центра сельсовета (Константиноградовка): 10 км,
- ближайшей ж/д станции (Стерлитамак): 45 км.

## Население
| 2002 | 2009 | 2010 |
| ---- | ---- | ---- |
| 11   | ↗18  | ↘6   |

### Национальный состав
Согласно переписи 2002 года, преобладающая национальность — украинцы (73 %).